# Зизифус звичайний
Зизифус звичайний, також унабі, ююба, жужуба, або китайський фінік (Ziziphus jujuba) — кущова рослина родини жостерові (Rhamnaceae).

## Морфологічна характеристика

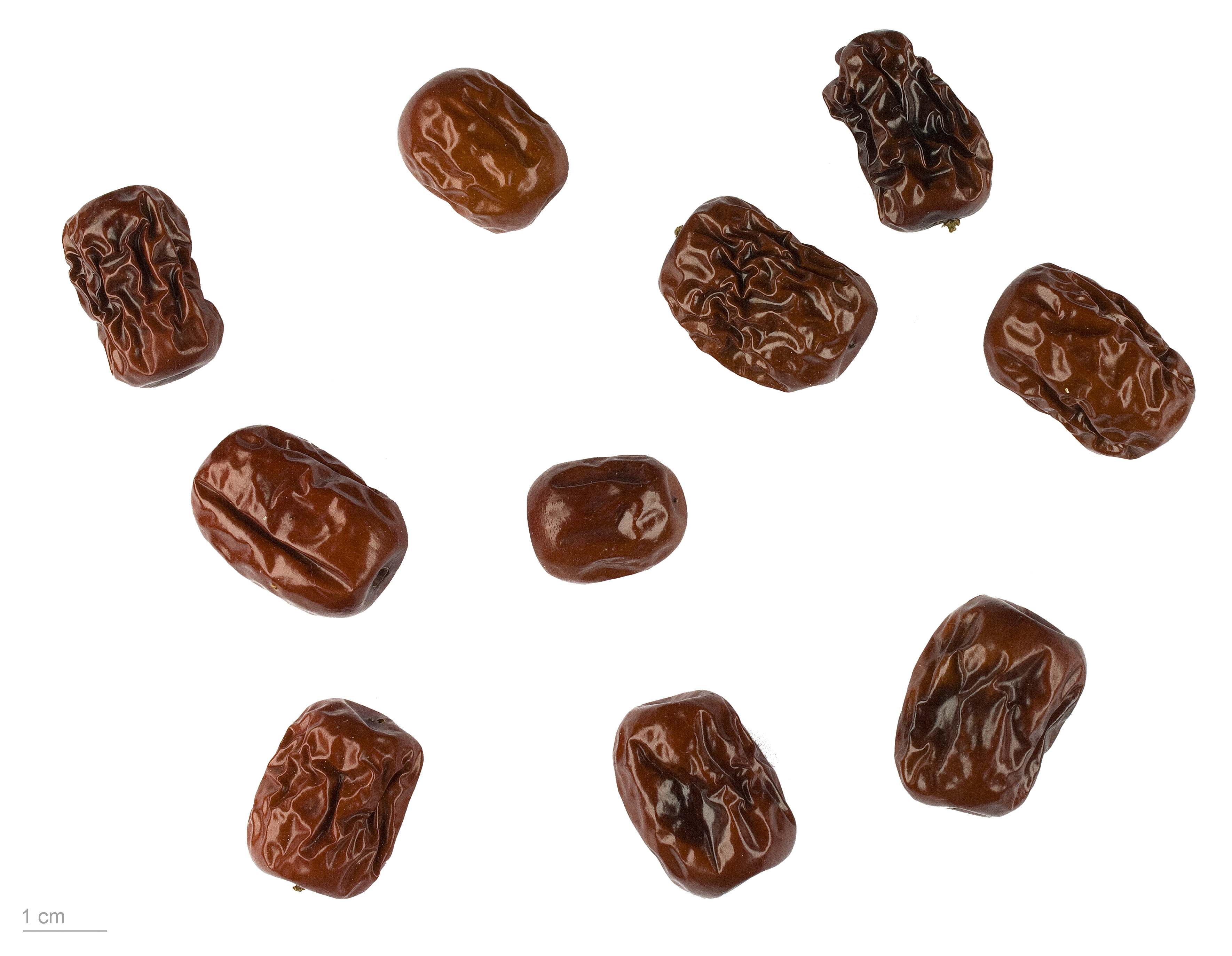
Ziziphus zizyphus — Тулузький музей

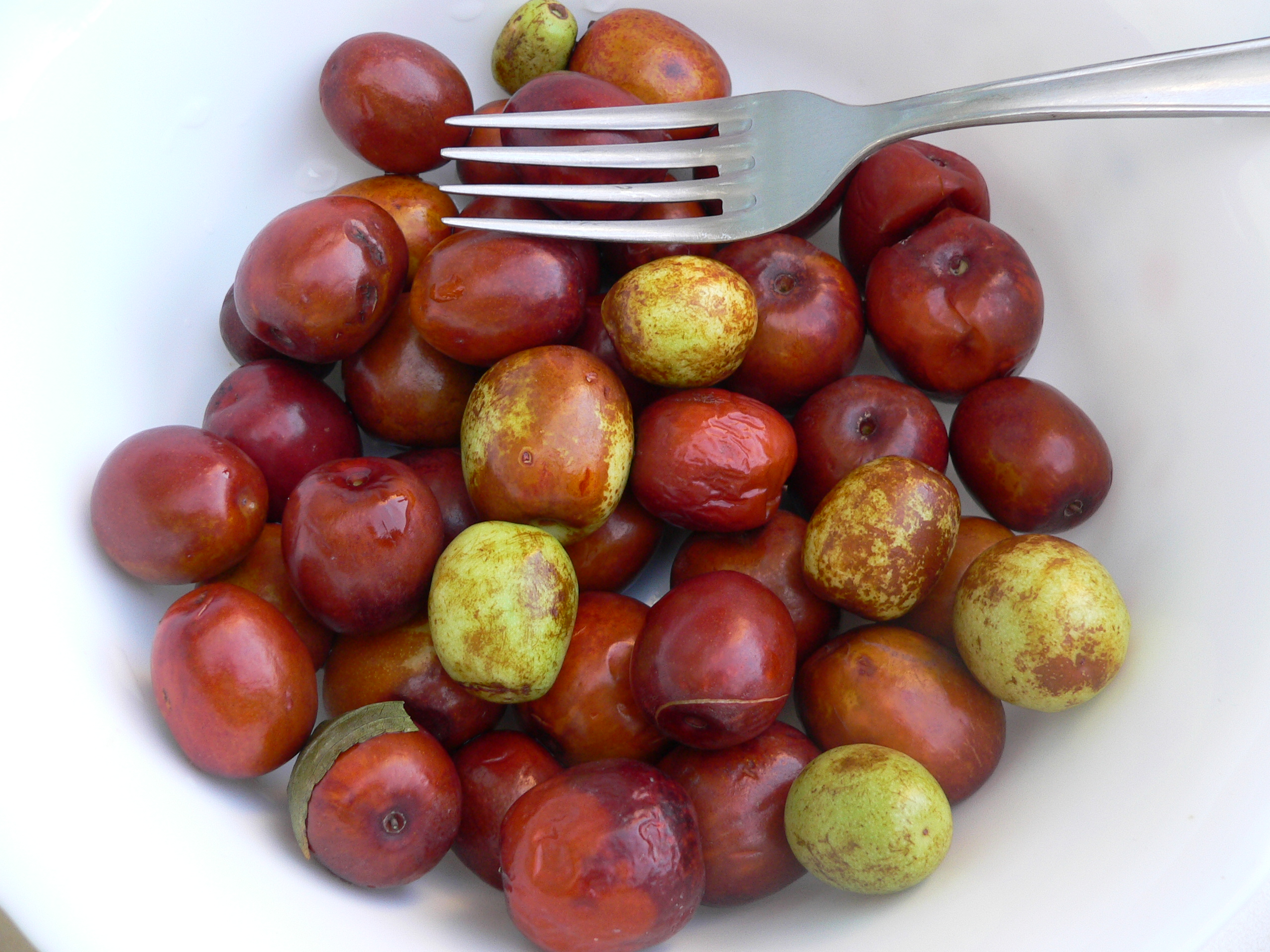
Свіжі плоди унабі.

Рід унабі (Ziziphus) належить до родини жостерових (Rhamnaceae) і об'єднує близько п'ятдесяти видів, з яких в культурі використовується тільки ююба. Його надземна частина — листопадне (точніше, гілкопадне) дерево-кущ висотою від трьох до десяти метрів, з колючою розлогою або пірамідальною кроною. Кора дерева темно-сіра, молоді гілки червоно-коричневі, суглобисті, мають на вузлах колючки. Зизифус цікавий і як незвичайна плодова рослина. Для нього характерна наявність пагонів чотирьох типів. Це основні ростові пагони (пагони продовження); колінчасто-зігнуті бокові пагони, які несуть на собі кільчатки, потовщено-вкорочені пагони, або як їх ще називають брахібласти і останні — однолітні, які щорічно опадають, плодові пагони (явище гілкопадності).
Листки в унабі прості, короткочерешкові, майже сидячі, без прилистків або з дрібними прилистками, широколанцетні або видовжено-яйцеподібні, розміром 6×2 см, мають три центральні жилки, а не одну, як всі плодові. Вони шкірясті, блискучі, вилискують, без опушення, інтенсивно-зелені й завжди повернуті до сонця під прямим кутом. Листкова поверхня формується залежно від умов року одночасно з формуванням урожаю.
Квітки зизифуса за морфологією і механізмом цвітіння також різко вирізняється від усіх плодових — двостатеві, дрібні, до 0,5 см діаметром, зеленувато-жовтого кольору, духмяні, зібрані в напівкошики на коротких квітконіжках по 2—6 штук. Квітки виділяють багато нектару, у зв'язку з чим зизифус є одним із найкращих медоносів. Його охоче відвідують бджоли. Бутони в унабі з'являються в пазухах листків на репродуктивних та ростових пагонах у міру їх росту у довжину. Чим сприятливіші умови вегетації, тим більше довжина плодоносів, а, відповідно, листя, бутонів і плодів. Цвітіння розтягнуте на 1—1,5 місяця і настільки рясне, що при зав'язуванні 0,8—3,2 % дає врожай 25—32,5 тонни плодів з гектара. Цвіте в наших умовах із середини червня до середини серпня, так що заморозків не боїться. Достигання, як і цвітіння — розтягнуте і проходить протягом двох — двох з половиною місяців.
Плід унабі — соковита, напівнижня синкарпна кістянка. Залежно від сорту плоди мають різну величину і форму: грушоподібну, яблукоподібну, кулясту, довгасту, циліндричну. Крупноплідні сорти мають плоди до 4 см в довжину і до 2,5—3 см в діаметрі з максимальною масою до 45 г (в умовах Лісостепу України — до 16 г). Кісточка плоду досить тверда, насіння видовжено-овальне, плескате, гладеньке, блискуче з великим зародком і слабко розвиненим ендоспермом. Молоді плоди світло-зелені, при дозріванні вони від плодоніжки починають забарвлюватися в коричневі тони, набуваючи кольору і смаку яблуневої сушки; здатні до дозарювання. При перестиганні стають ватними.
Плоди зизифуса різноманітні за формою, масою, кольору м'якоті і шкірки, смаком. Кісточки відрізняються за формою, характером поверхні. Величина плодів значною мірою залежить від сортових ознак. Частина культурних крупноплідних сортів плодоносить без утворення насіння.

## Поширення та середовище існування
Субтропічна плодова культура, яку в Китаї вирощують вже понад п'ять тисяч років. Звідти він попав у Середземноморські країни. Найбільш поширений в Китаї (понад 200 тис. га), де вирощується близько чотирьохсот сортів. Великі плантації унабі займає в Індії і Пакистані; останнім часом інтенсивно збільшується його кількість в США, Іспанії, Італії, Франції, Португалії та інших південних країнах. Наявні промислові насадження і в Криму. Але в Україні ним активно займаються переважно садівники-аматори.
Зизифус вирізняється своєрідними харчовими, лікувальними, дієтичними та іншими якостями плодів і листя. Зизифус — одна з найбільш посухо- і жаростійких плодових культур, а разом із хурмою і найбільш зимостійка серед субтропічних. Дикі форми зизифуса витримують до −28—30 °C, а культурні — до −22—25 °C.

## Практичне використання
Плоди зизифуса на смак кислувато-солодкі або солодкі, в окремих культурних сортів їх розміри досягають 3×5 см; сіянці дають плоди розміром приблизно 2×3 см (як у великої черешні). Вживають їх у свіжому, в'яленому і консервованому вигляді, а також для приготування компотів, варення, маринадів, пюре, цукатів, широко застосовують в кондитерській, парфумерній і фармацевтичній промисловості.